# Artesanías en Aguascalientes

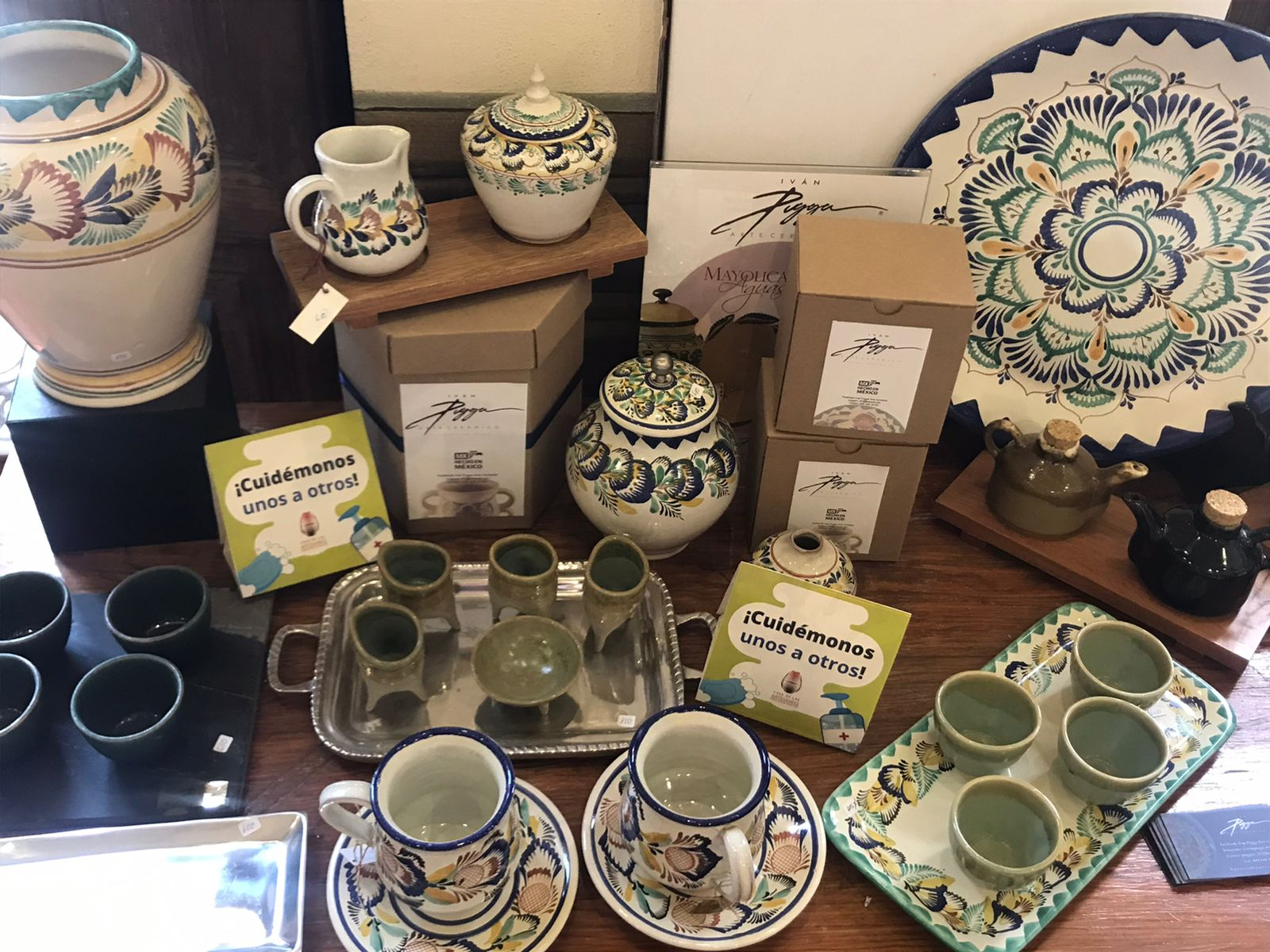
Artículos de Mayólica en la Casa de las Artesanías en Aguascalientes

Las artesanías en Aguascalientes son un patrimonio cultural del estado de Aguascalientes, que consiste en una variedad de productos artesanales locales como la mayólica, el deshilado, la cantera, la cartonería y los juguetes tradicionales. Cada una de las artesanías se desarrolla en distintos municipios de la ciudad, destacando por su impecable técnica.
La fundación de Aguascalientes ocurrió en el año de 1575. Logrando que se convirtiera en una ciudad relativamente pequeña con apenas un millón y medio de población, su fuerte actividad cultural, comercial y turística ha logrado destacarse, y situarse en una de las ciudades con mejor calidad de vida, la ciudad aún conserva su propio estilo colonial. Así mismo, su gran variedad de artesanías también han logrado posicionarse dentro de la república, por sus rasgos distintivos que Aguascalientes le ha dado a cada una de sus piezas.

## Artesanías en sus municipios
El deshilado  se destaca dentro de la ciudad de Aguascalientes, por su técnica tan impecable que se basa principalmente en sacar hilos de un tejido con una aguja en forma de gancho, de esta manera se van formando grecas muy particulares y hermosas. Afortunadamente esta técnica sigue prevaleciendo dentro de generación en generación. Uno de los municipios que se dedican a la elaboración del deshilado es Calvillo, donde podremos encontrar gran variedad de prendas de vestir únicas.

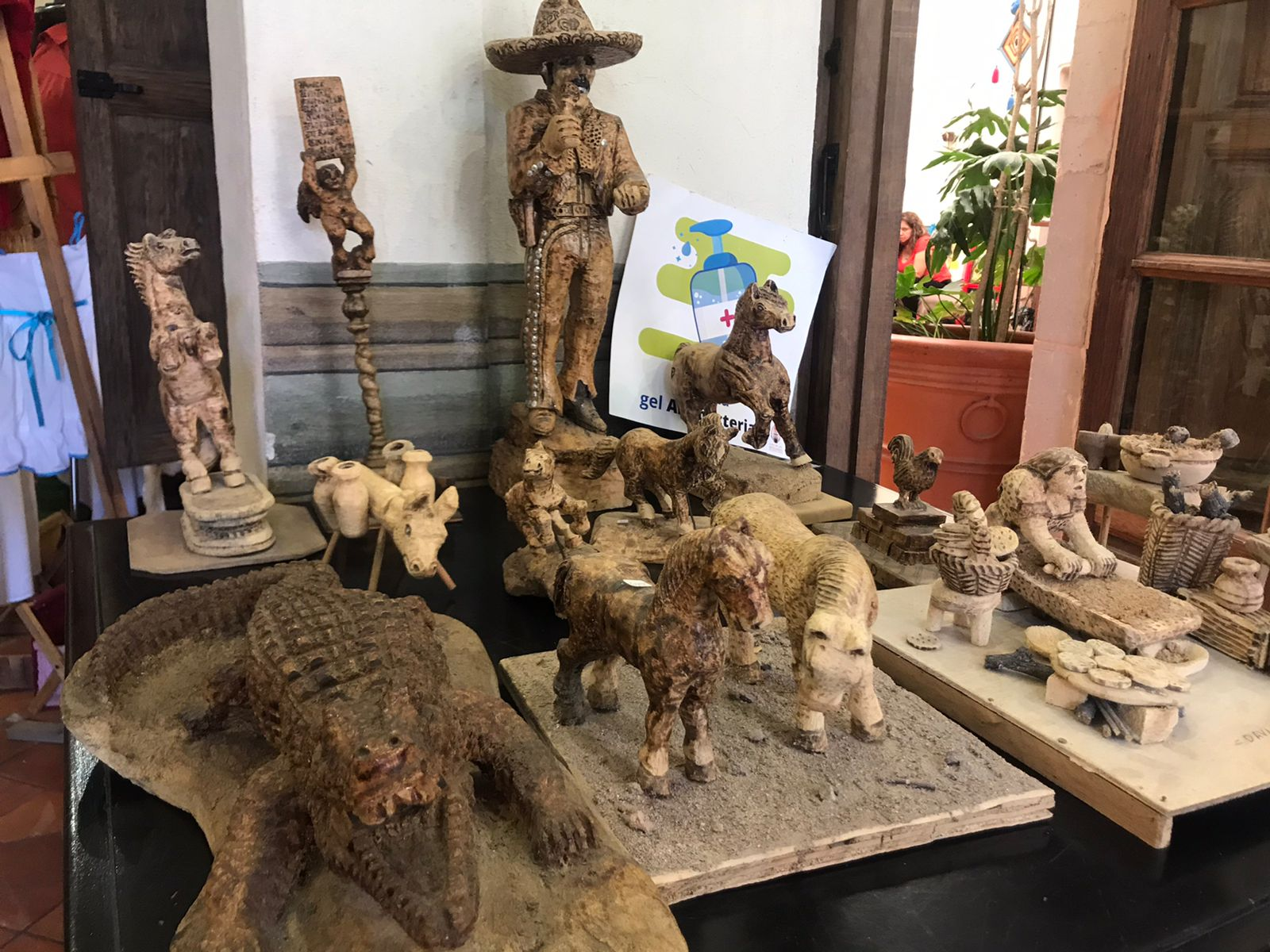
Tallado en Madera en la Casa de las Artesanías en Aguascalientes

Mientras tanto, en el Municipio de Asientos, se destaca por el uso de la mayólica y la alfarería tradicional con barro (jarros, cántaros, macetas).
La joyería dentro de Aguascalientes es utilizada una piedra muy bella llamada “Piedra de Ágata de Fuego”; este tipo de piedra se puede encontrar en minas.
En el Municipio de Jesús María se dedica especialmente al tallado de cantera y madera.
La cartonería es sobresaliente por su gran variedad de técnicas, existe la cartonería tradicional y la ludoplastia que fue creada dentro de la ciudad.

## Mayólica en Aguascalientes
La mayólica es un método en el que se utilizan procedimientos especiales para esmaltar o vidriar la loza de barro. Este arte regional se desarrolló gracias a la influencia que la comunidad española transmitió a los artesanos nativos del siglo XVI, estableciéndose definitivamente en el siglo XX y forma parte importante de la cultura regional.
Dentro de Aguascalientes se encontraban los dos últimos alfares de Mayólica, los cuales habían sido creados por Juan Silva Gonzáles  en 1979 nombrado “ El Caballo Blanco” y Bernabé Hernández justo un año después.

## Origen de la mayólica en Aguascalientes
Se cree que el padre de Hidalgo introdujo en un pequeño pueblo de Guanajuato, lo que sería la cultura de la seda y la producción del vino como medio de vida alternativo para aquellos agricultores dentro de esta zona. Cerca de su casa, estableció un taller de marroquinería y guarnicionería, una herrería, una carpintería, un taller de tejido de seda y lana y un taller de alfarería en la casa del padre Hidalgo y data su fundación en 1804, el alcance de su participación física o instrucción personal en esta y otras empresas no está tan claro.
Tras una investigación llevada a cabo por Robin Farwell Gavin, Donna Pierce y Alfonso Pleguezuelo en su libro Cerámica Y Cultura: The Story of Spanish and Mexican Mayólica (2003), señalan que el padre de Hidalgo había introducido el oficio de la loza o Mayólica a Dolores Hidalgo, así como posiblemente el engobe y el vidriado, otro de los documentos de investigación,  se señala que,  es muy probable que gracias al impulso y a la influencia del padre de Hidalgo, la artesanía logrará extenderse hasta Venado (San Luis Potosí), Aguascalientes y Sayula ( Jalisco).
La cerámica que se distinguía mayoritariamente dentro de estas localidades era policromada. Pero dentro de estas localidades y como en el Bajío tenían estas distinciones particulares, a tal grado que la cerámica de Guanajuato (Dolores Hidalgo) y Aguascalientes eran indistinguibles, no fue hasta el siglo XX donde se sugiere el cambio de ideas y técnicas, posiblemente de artesanos itinerantes.

## Juguetes de fibra de vegetal dentro de Aguascalientes

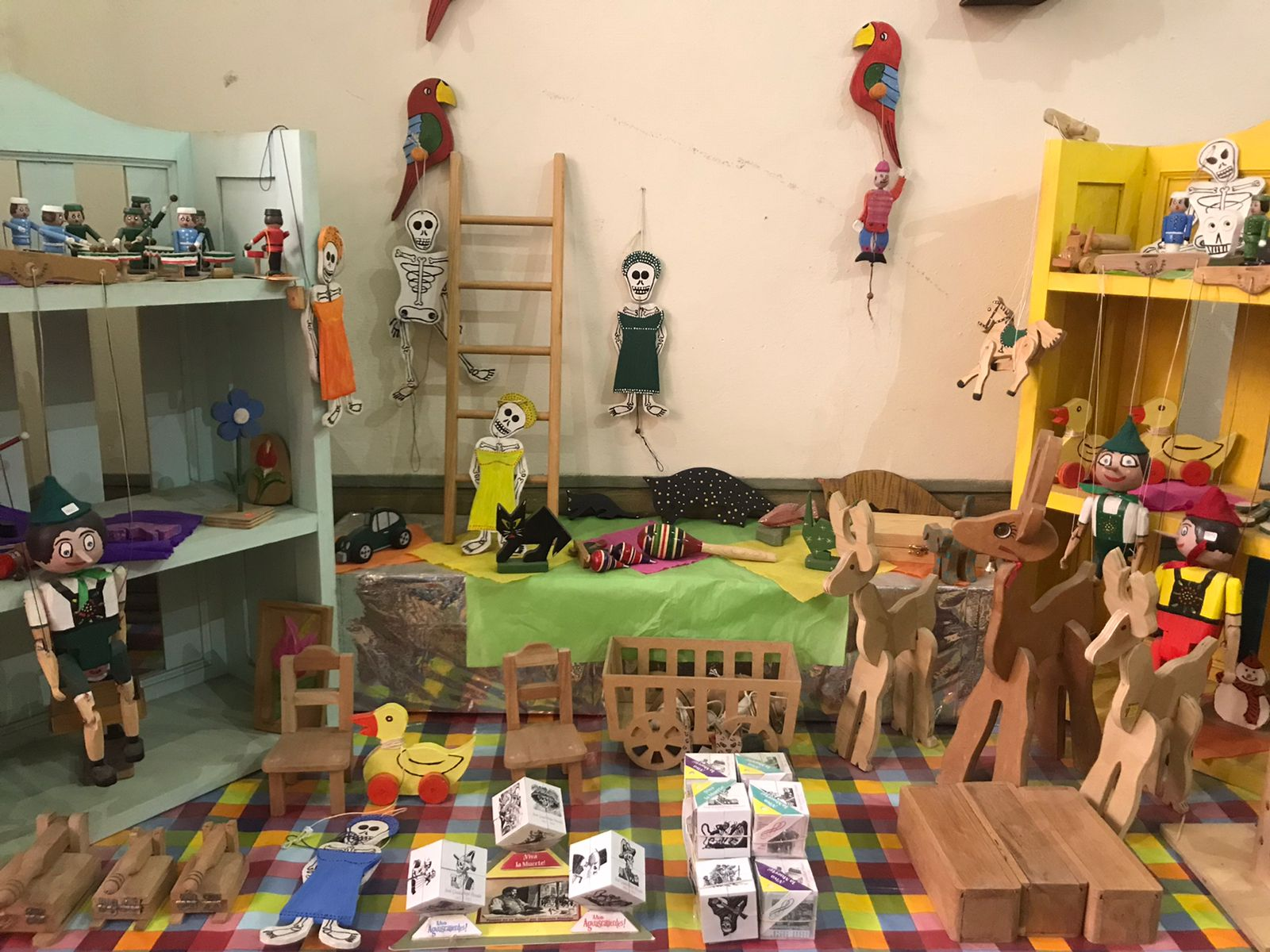
Juguetes tradicionales en Aguascalientes

Estas artesanías son una tradición de origen prehispánico, su elaboración se daba para diversos usos, como el uso doméstico con la creación de chiquihuites, baúles y asientos, así como también la creación de juguetes.
Los materiales más utilizados son tule, la hoja de maíz, el ixtle, el carrizo y la palma, y entre sus técnicas más empleadas estaban el entrelazado, el enrollado en espiral, enrollado en red y el simple amarrado.
Con el tule se lograba la elaboración de figuras como soldados y caballos; la palma entrelazada y colorida servía para la creación de animales, músicos, tlachiqueros, sonajas y tompiatitos (canasta pequeña). El totomoxtle, una hoja de maíz, se usaba para la elaboración de viejos, muñecos y una gran variedad de personajes de la vida cotidiana.
La creación y elaboración de estas artesanías se ve abarcada dentro de toda la República Mexicana, dentro de los cuales destaca Aguascalientes, Estado de México, Guerrero, Hidalgo, Jalisco, Michoacán, Puebla, Querétaro, San Luis Potosí y Yucatán.

## La Casa de las Artesanías

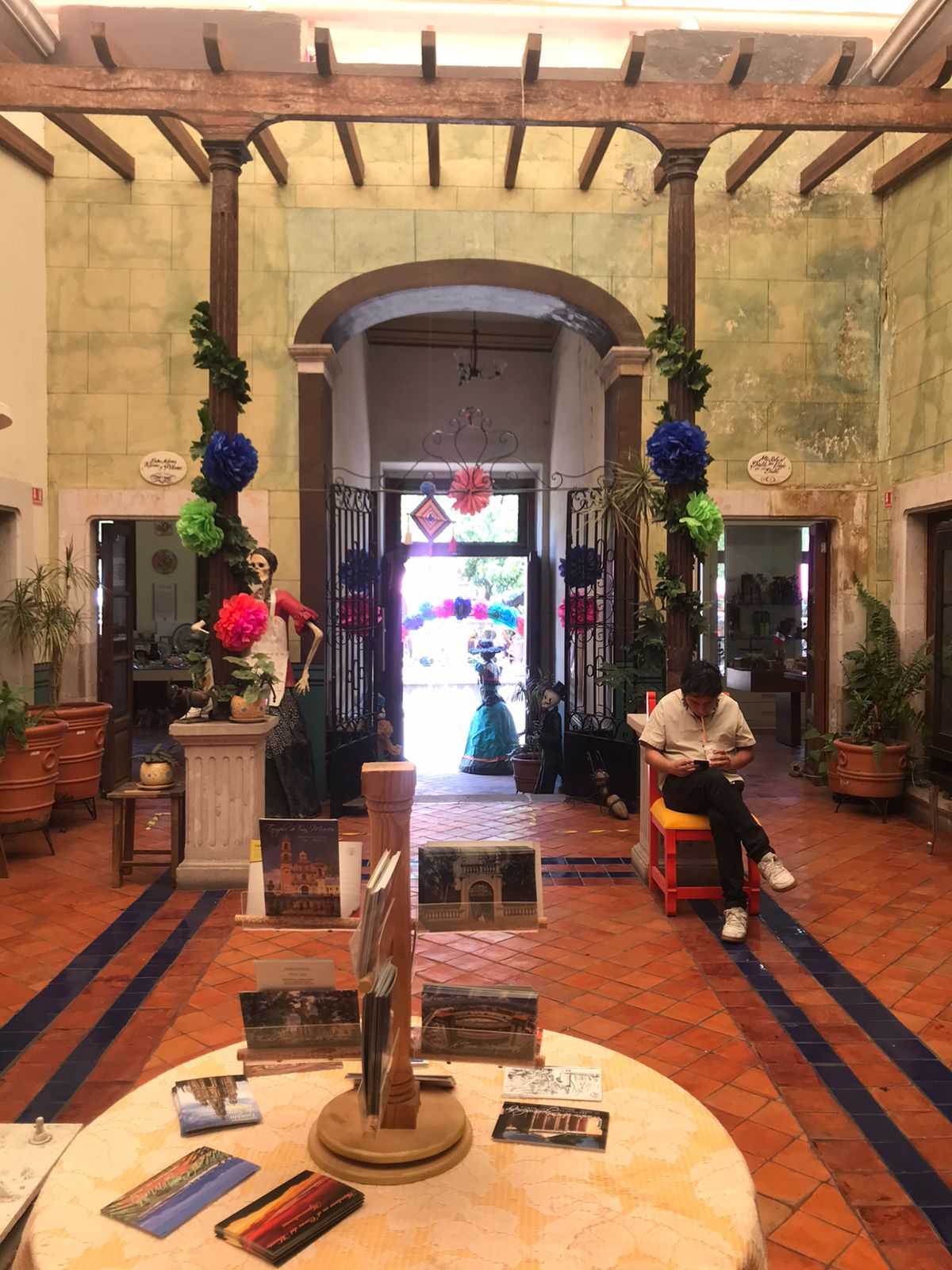
Sala principal de la Casa de las Artesanías

En la Capital de Aguascalientes se encuentra “La Casa de las Artesanías” ubicada en Manuel M. Ponce 134, Barrio de San Marcos, un lugar que ha permanecido durante 7 años, donde cuentan con distintas salas en las que se conforman las distintas artesanías más importantes de la ciudad, como: la cerámica, cantera, cartonería, juguetes tradicionales, telares, deshilado, y tallado en madera. Dentro de la misa reúne todo el trabajo artesanal elaborado por alrededor de al menos 80 artesanos locales, con la finalidad de impulsar, resguardar y promover la artesanía del estado.
Antes de consolidarse como “La Casa de las Artesanías”, se había decidido que de cada municipio se convocaran artesanos, poco después se decidió consolidar como un espacio con la finalidad de ofrecer mejores condiciones para expositores, así como visitantes.
La forma en la que trabaja “La Casa de las Artesanías'' es permitiendo a los artesanos participar como ''Activo” o ''Proveedor”. El Activo tiene responsabilidades dentro de la casa, como hacer guardias, vender los productos y asistir a eventos. El proveedor únicamente recibirá apoyo para comerciar y exhibir sus productos dentro del recinto.
- Datos: Q115799468

1. ↑  Secretaría de Turismo del estado de Aguascalientes. (2019, 6 marzo). Aguascalientes: Tradición, artesanías, ferias y festivales. Gobierno de México. Recuperado 25 de marzo de 2022, de https://www.gob.mx/sectur/articulos/aguascalientes-tradicion-artesanias-ferias-y-festivales?idiom=es
2. ↑  Instituto Nacional de Antropológica e Historia. (2015, febrero). Aguascalientes Centro Norte. Editorial Raíces. https://patrimonioculturalyturismo.cultura.gob.mx/publi/Guias_conaculta_raices/Espanol/FOLLETO%20AGUASCALIENTES%208P%20150%20PSW.pdf
3. ↑  Gonzalez, Victor Manuel Jimenez (1 de enero de 2014). Aguascalientes (México): Guía de Viaje. Solaris Comunicación. Consultado el 13 de mayo de 2022.
4. 1 2 3 4  Rodríguez Calzada, N. & LXV Legislatura (Eds.). (2021). Iniciativa por la que se expide la Ley de Fomento a la Actividad Artesanal para el Estado de Aguascalientes. https://congresoags.gob.mx/agenda_legislativa/descargar_pdf/2173
5. 1 2 3 4  Art (N.M.), Museum of International Folk (2003). Cerámica Y Cultura: The Story of Spanish and Mexican Mayólica (en inglés). UNM Press. ISBN 978-0-8263-3102-1. Consultado el 13 de mayo de 2022.
6. 1 2 3  Cabrera, Sonia Iglesias y (1 de marzo de 2013). Tradiciones populares mexicanas. SELECTOR. ISBN 978-607-453-087-2. Consultado el 13 de mayo de 2022.
7. 1 2  «La Casa de las Artesanías, un espacio para conectar con nuestras raíces». Líder Empresarial. 9 de febrero de 2021. Consultado el 16 de mayo de 2022.